# Kawaii

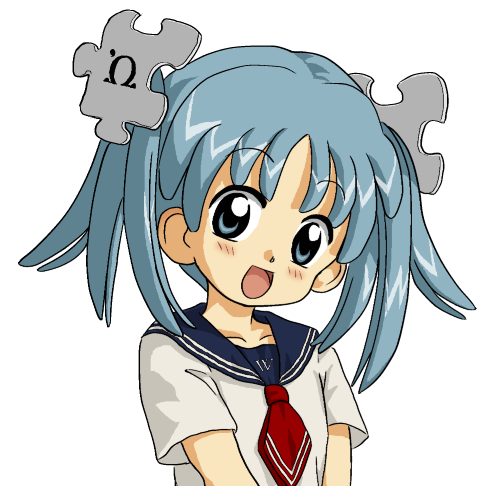
Wikipe-tan, una mascotte di Wikipedia, è un personaggio considerabile kawaii

Kawaii (可愛い? o かわいい?, AFI: [kaw͍aiꜜi]) è un aggettivo della lingua giapponese che può essere tradotto in italiano come "grazioso", "adorabile", "carino". A partire dall'inizio degli anni ottanta il termine indica anche una serie di personaggi fittizi di manga, anime, videogiochi o altro, e gli oggetti loro collegati all'interno del contesto della cultura giapponese. La subcultura che ne deriva, fatta di modi di vestirsi, di adornarsi, di parlare, di scrivere, di comportarsi, riguarda nello specifico (ma non soltanto) le ragazzine o i ragazzini più giovani, prevalentemente in Giappone.
Qualcosa di kawaii non deve essere soltanto "carino", ma anche piccolo, buffo, ornato, dall'aspetto innocente, infantile, generalmente dalle tonalità "femminili", quali bianco, azzurro, violetto e rosa. I personaggi kawaii, quindi, hanno fattezze bambinesche e ingenue, lineamenti graziosi, proporzioni minute ed essenziali, occhi grandi, scintillanti, teneri ed espressivi e una grande quantità di dettagli e particolari.

## Definizione ed etimologia

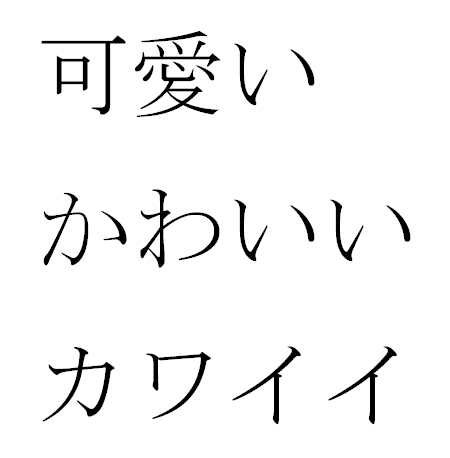
I tre modi di scrivere la parola kawaii, in kanji, hiragana e katakana

La parola kawaii può essere tradotta in lingua italiana come "grazioso", "bello", "adorabile", "tenero", "carino". È un aggettivo riferito al sostantivo kawaisa (可愛さ? "dolcezza", "carineria") e nel linguaggio moderno si riferisce essenzialmente a oggetti, persone, modi di fare che possono essere considerati dolci, innocenti, puri, genuini, gentili, ma anche infantili e bambineschi. Eccezionalmente il termine è usato in senso negativo, col significato di "maldestro" o "stupido".
Le origini del termine sono da ricercare nell'espressione kao hayushi (顔映し?) che letteralmente significa "faccia illuminata/raggiante", comunemente usata per riferirsi al viso di una persona che arrossisce. Nei dizionari del periodo Taishō fino alla seconda guerra mondiale il termine veniva riportato come kawayushi, per poi mutare in kawayui e infine in kawaii, pur mantenendo lo stesso significato. Nella sua accezione originale il termine indicava i concetti di "timido", "imbarazzato", e solo secondariamente quelli di "vulnerabile", "caro", "amabile" e "piccolo", ma nell'uso moderno questi ultimi finirono per assumere il significato principale.
Raramente il termine viene scritto in kanji, ai quali viene preferita la scrittura in hiragana かわいい?. È comunque diffusa anche la scrittura in kanji 可愛い?, ateji formato dai caratteri di "accettabile" (可?, ka), "amore" (愛?, ai) e dal carattere hiragana い ("i"), uno dei due tipi di desinenze con le quali terminano gli aggettivi in giapponese (aggettivi in い e aggettivi in な). Nella lettura congiunta dei due kanji il secondo viene pronunciato wai per evitare l'effetto cacofonico delle due vocali "a" vicine (ka-ai), suono poco comune nella lingua giapponese.
Nel giapponese moderno vi sono numerose parole giapponesi che derivano dalla parola kawaii, per esempio kawairashii (可愛らしい?) traducibile come "adorabile" o "dolce", kawaigaru (可愛がる?) traducibile come "innamorarsi" o "incantarsi", kawaige (可愛げ?), che può essere tradotto come "fascino di un bambino innocente", e kawaisō (かわいそう?, 可哀相? o 可哀想?), il cui significato di "pietoso", "patetico", "compassionevole" si rifà all'accezione originaria di kawaii. L'idea giapponese di "carino" sottolinea infatti il senso di pathos ed empatia che l'oggetto impotente e indifeso ispira o trasmette nella mente dell'osservatore.

## Storia
Sebbene si tenda a considerare la cultura kawaii un fenomeno contemporaneo, la predilezione del popolo giapponese per tutto ciò che è carino ha origini più antiche. Dalle statuette di terracotta e ceramica che raffigurano piccoli animali, fino alle stampe che omaggiano la giovinezza e l'innocenza, l'arte giapponese ha espresso fin dalle origini la sua affezione per oggetti minuti e graziosi, dalle forme semplici e armoniche; nelle sue Note del guanciale (anno 1000 circa), la poetessa Sei Shōnagon scriveva che «in verità, tutte le cose piccole sono belle». Secondo Tomoyuki Sugiyama, ideatore del concetto di Cool Japan, l'interesse nei confronti di tali oggetti, assimilabile alla moderna tendenza di collezionare gadget e altri beni voluttuari dallo stile kawaii, è insito dell'estetica giapponese e trova le sue radici nel periodo Edo, quando piccoli fermagli ornamentali per le cinture dei kimono (netsuke) divennero un ricercato oggetto di moda. Nello stesso periodo, i samurai erano soliti portare con sé amuleti protettivi foderati di stoffa colorata (omamori).
Nell'opera Genji monogatari, romanzo dell'XI secolo di Murasaki Shikibu, il concetto di kawaii è usato in riferimento ai sentimenti di pietà ed empatia, ma dai secoli successivi iniziò a essere adoperato in contesti leggermente differenti, ad esempio per descrivere il senso di attrazione e compassione che si prova nei confronti di un bambino indifeso. Ben presto, anche le donne furono incluse in questa categoria, quando la percezione animistica del sesso femminile venne rimpiazzata da una visione più conforme ai valori neoconfuciani tipici della società Tokugawa, laddove accondiscendenza, obbedienza e modestia erano considerate virtù auspicabili. L'idea stessa di kawaii andò a comprendere nel suo significato alcune qualità delle donne del tempo, come fragilità, delicatezza, sensibilità e grazia. Per secoli il termine venne comunque utilizzato per descrivere la tenerezza propria dei neonati o dei cuccioli, e solo sul finire degli anni sessanta venne usato per qualsiasi cosa che potesse essere considerata "carina".

### Ilkawaiicome forma di espressione

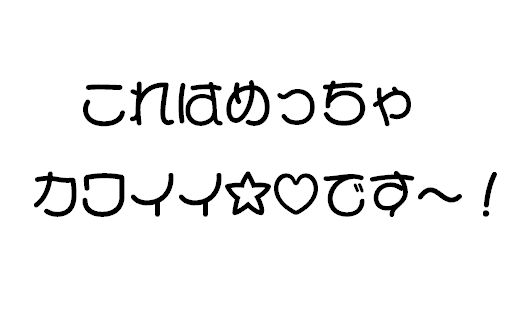
Esempio dello stile di scrittura emerso in Giappone negli anni settanta. Questo stile fu denominato hentai shōjo moji (変体少女文字) dallo studioso Kazuma Yamane, ma è noto anche come marui-ji (丸い字), koneko-ji (小猫字), manga-ji (漫画字) o burikko-ji (鰤子字).

Dagli anni settanta del XX secolo il fenomeno iniziò ad assumere le proporzioni odierne, nascendo come semplice cultura giovanile ma assurgendo in poco tempo ad aspetto estremamente rilevante della cultura giapponese. Con la diffusione della penna a sfera e del portamine, tra le studentesse giapponesi si sviluppò in modo del tutto spontaneo un nuovo stile di scrittura, contraddistinto da grandi caratteri arrotondati e dalla presenza di lettere latine, caratteri katakana e piccoli disegni come cuori, stelle e faccine inseriti arbitrariamente nel testo, che rendevano la lettura difficoltosa a tal punto che il suo utilizzo fu vietato in molte scuole del paese. Ciò nonostante la sua popolarità fu tale che nel 1978 il fenomeno aveva interessato tutto il territorio nazionale, e si stima che nel 1985 circa cinque milioni di giovani giapponesi usassero abitualmente questo modo di scrivere.
Nello stesso momento in cui i giovani iniziarono a intaccare il giapponese scritto con il loro stile infantile, anche la lingua parlata finì per essere influenzata da nuove forme di slang e modi di esprimersi. Già nel 1970 il quotidiano Mainichi Shinbun aveva pubblicato un articolo che riportava come la parola kakkoii (かっこいい? "bello", "affascinante") venisse storpiata dai ragazzi più giovani in katchoii, imitando la pronuncia di un bambino ancora incapace di articolare perfettamente le parole. Questo modo di parlare pseudo-infantile non si limitava alla storpiatura di parole d'uso comune, ma prevedeva anche il ricorso ad allusioni e perifrasi al posto di espressioni esplicite; per esempio in quegli anni alla parola "sesso" veniva preferito l'eufemismo nyan nyan suru (ニャンニャンする? "fare miao miao").
Il termine entrò nel linguaggio comune dei giapponesi a partire dagli anni ottanta. Fino ad allora le norme sociali imponevano agli adulti un comportamento sobrio e ponderato, evitando distrazioni e frivolezze, in modo da concentrarsi sulla crescita economica del paese. Una volta che il Giappone ebbe raggiunto tale obiettivo, la pressione sociale di agire sempre e comunque con maturità si fece meno forte. Furono le donne le prime a fare uso dell'espressione kawaii per indicare qualcosa di carino, seppur in maniera circoscritta.
Ogni remora sull'uso della parola scomparve quando questa venne associata al fenomeno mediatico dei nameneko, cuccioli di gatti mascherati da teppisti bōsōzoku (bande di motociclisti, di solito poco più che adolescenti), ripresi in atteggiamenti buffi e bizzarri. Poiché negli anni ottanta la figura del bōsōzoku rappresentava per le donne un popolare feticcio erotico, la sua associazione ai gatti diede adito a un sentimento comune di affetto e tenerezza. A poco a poco anche gli uomini iniziarono a utilizzare il termine, influenzati dal modo di fare delle proprie compagne.
A metà decennio l'essenza del kawaii iniziò ricevere maggiore attenzione anche dai media. Le riviste femminili, e poi quelle maschili, si focalizzarono sul ruolo del maschio all'interno della coppia, e su come egli avrebbe dovuto farsi carico delle esigenze del partner. Dato che per le donne il kawaii iniziava ad acquisire un certo peso nella vita di tutti i giorni, l'uomo avrebbe dovuto prendere seriamente in considerazione tutto ciò che lo riguardasse. Nello stesso periodo, il linguaggio giovanile di universitarie e giovani impiegate si arricchì di tre espressioni che in poco tempo sarebbero divenute un marchio di fabbrica di quella generazione: «uso!» (うそ!? "non ci credo!"), «honto?» (ほんと?? "davvero?") e «kawaii!», tanto che queste vennero soprannominate sarcasticamente san-go-zoku (三語族? "fanatiche delle tre parole"). La popolarità della parola kawaii raggiunse livelli estremi quando un'università femminile di Tokyo cercò di vietarne l'uso all'interno del campus.

### L'industria delkawaiie il mercato deifancy goods
Le aziende di marketing non impiegarono molto tempo a capire che questo stile così poco tradizionale e controverso, ma allo stesso tempo di grande richiamo per i più giovani, potesse essere applicato in toto alla dinamica dei consumi. Nel corso degli anni ottanta fumetti, riviste, prodotti commerciali e spot pubblicitari adottarono con successo quel modo di scrivere così infantile portato alla ribalta dagli adolescenti, ma la rincorsa al kawaii non si limitò solamente al settore dell'advertising e del packaging dei prodotti giapponesi. Nel 1967 la linea di fashion doll Licca-chan aveva avuto grande successo tra le ragazzine grazie al suo aspetto grazioso e minuto, sebbene fosse stata la compagnia Sanrio ad aprire di fatto la strada all'industria dei fancy goods (ファンシーグッズ?, fanshī guzzu), ovvero beni di consumo come giocattoli, peluche, vestiario, cibarie e articoli di cancelleria tutti accomunati dall'essere kawaii.

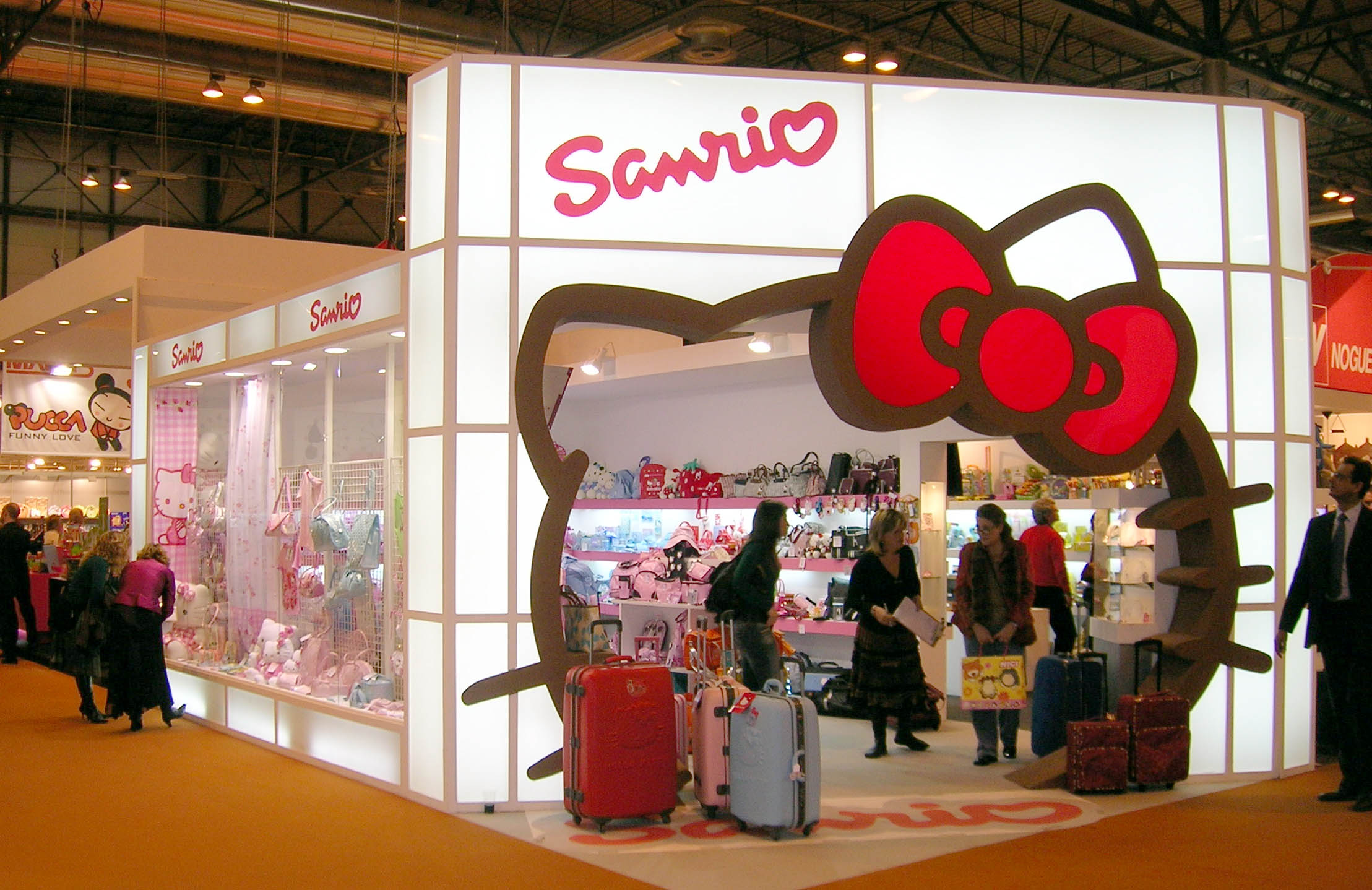
Store di Hello Kitty a Madrid, Spagna

Tra i personaggi lanciati negli anni dalla Sanrio per la commercializzazione dei suoi prodotti, quello che riscosse più successo fu sicuramente Hello Kitty, emerso negli anni ottanta come una delle icone principali del kawaii. Hello Kitty incarnava alla perfezione le caratteristiche dell'oggetto kawaii, con le sue fattezze cartoonesche, i colori pastello e l'aspetto essenziale, infantile e indifeso, pensato per suscitare un senso di empatia nel potenziale consumatore. Elementi distintivi che vennero ripresi e adottati anche da compagnie private per le loro mascotte (yuru chara), dando vita in molti casi a un ricco merchandising.

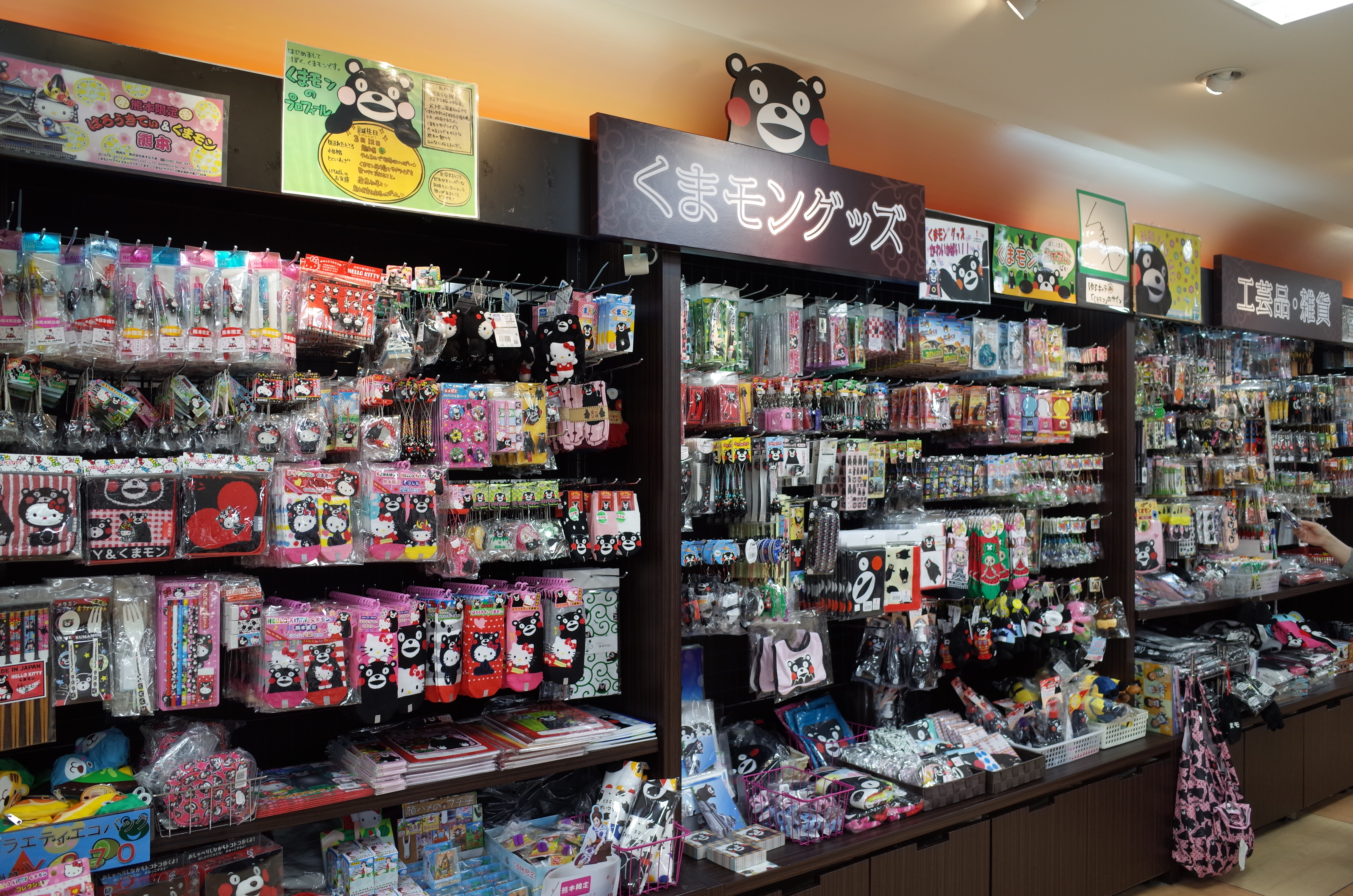
Oggettistica dedicata a Kumamon, mascotte della prefettura di Kumamoto

Sulla scia del successo di Hello Kitty, il kawaii acquisì una connotazione commerciale sempre più marcata, e durante il resto del decennio le aziende si concentrarono nella creazione di prodotti il cui design fosse capace di trasmettere una certa tenerezza, fossero questi giocattoli, dispositivi elettronici o persino automobili. Anche l'industria alimentare venne interessata dal fenomeno, in particolare il settore dolciario. Durante gli anni ottanta il mercato del gelato in Giappone registrò una crescita annua del 5%, garantendo un profitto di 100 milioni di dollari all'anno fino al 1989.

Boeng 747 della All Nippon Airways con la livrea a tema Pokémon

Dopo un periodo di stagnazione, l'industria dei fancy goods riacquisì il suo appeal sul finire degli anni novanta, grazie anche all'inaspettato successo del personaggio di TarePanda della San-X. Nello stesso periodo, aziende come Bandai e Nintendo lanciarono sul mercato una serie di personaggi capaci di abbracciare diversi campi dell'intrattenimento, spaziando con successo dall'industria anime e manga a quella dei videogiochi, come il cucciolo virtuale Tamagotchi e i mostri della serie Pokémon.
In Giappone, oggetti ed elementi caratterizzati dallo stile kawaii si trovano ovunque, dalle grandi catene ai piccoli negozi; dagli uffici governativi nazionali a quelli locali. Nel 2017, i ricavi provenienti dalla vendita di merchandising legato ai personaggi prodotti dalla Sanrio, San-X, Nintendo e da altre compagnie del settore ammontavano a 9,3 miliardi di dollari.

### L'influenza delkawaiisu anime e manga

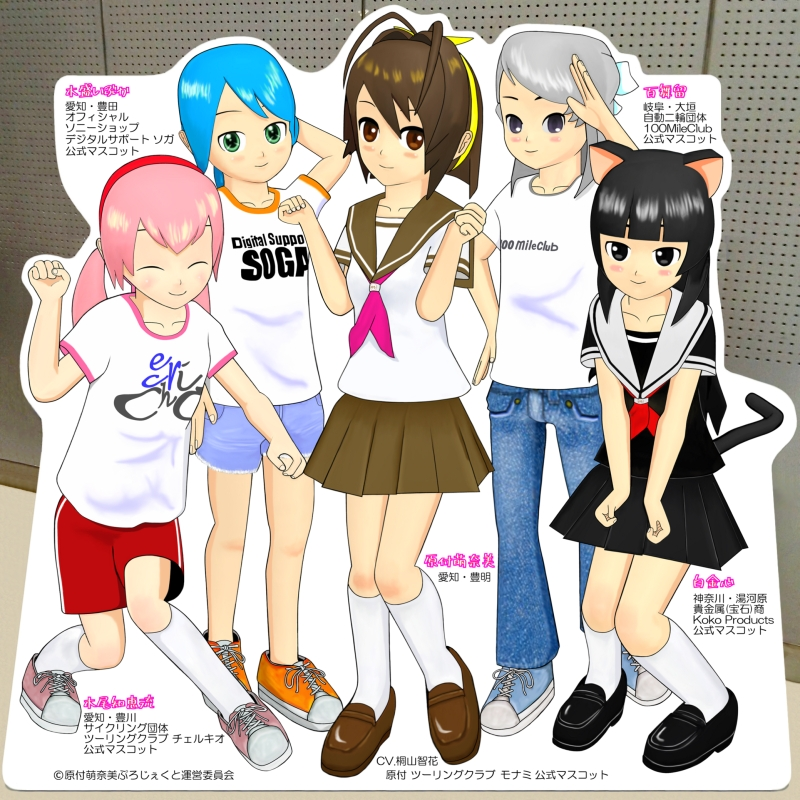
Un esempio di una Kawaii mascotte effettivamente utilizzata in Giappone

L'industria del fumetto e dell'animazione giapponese si legò fin da subito alla cultura kawaii, trovando la massima espressione in due generi narrativi in particolare, il fumetto umoristico e lo shōjo.
Il primo a introdurre elementi riconducibili dell'estetica kawaii fu comunque Osamu Tezuka negli anni quaranta, ispirato dalle produzioni Disney. Prima dello scoppio della seconda guerra mondiale i giapponesi erano soliti rappresentare i propri connazionali in maniera realistica, con fattezze tipiche delle popolazioni asiatiche (occhi stretti e allungati, epicanti pronunciati); Tezuka, invece, utilizzò per i suoi personaggi alcuni elementi dei cartoni animati occidentali dell'epoca, ricorrendo a modelli basati su linee semplici, con occhi tondeggianti ed espressivi, e inserendo nei suoi disegni motivi decorativi stilizzati come cuori, stelle e ghirlande di fiori. Espedienti, questi, per la verità già utilizzati sia dagli illustratori Yumeji Takehisa e Jun'ichi Nakahara, sia da Katsuji Matsumoto nel manga Nazo no clover, opera da cui lo stesso Tezuka trasse ispirazione per La principessa Zaffiro.

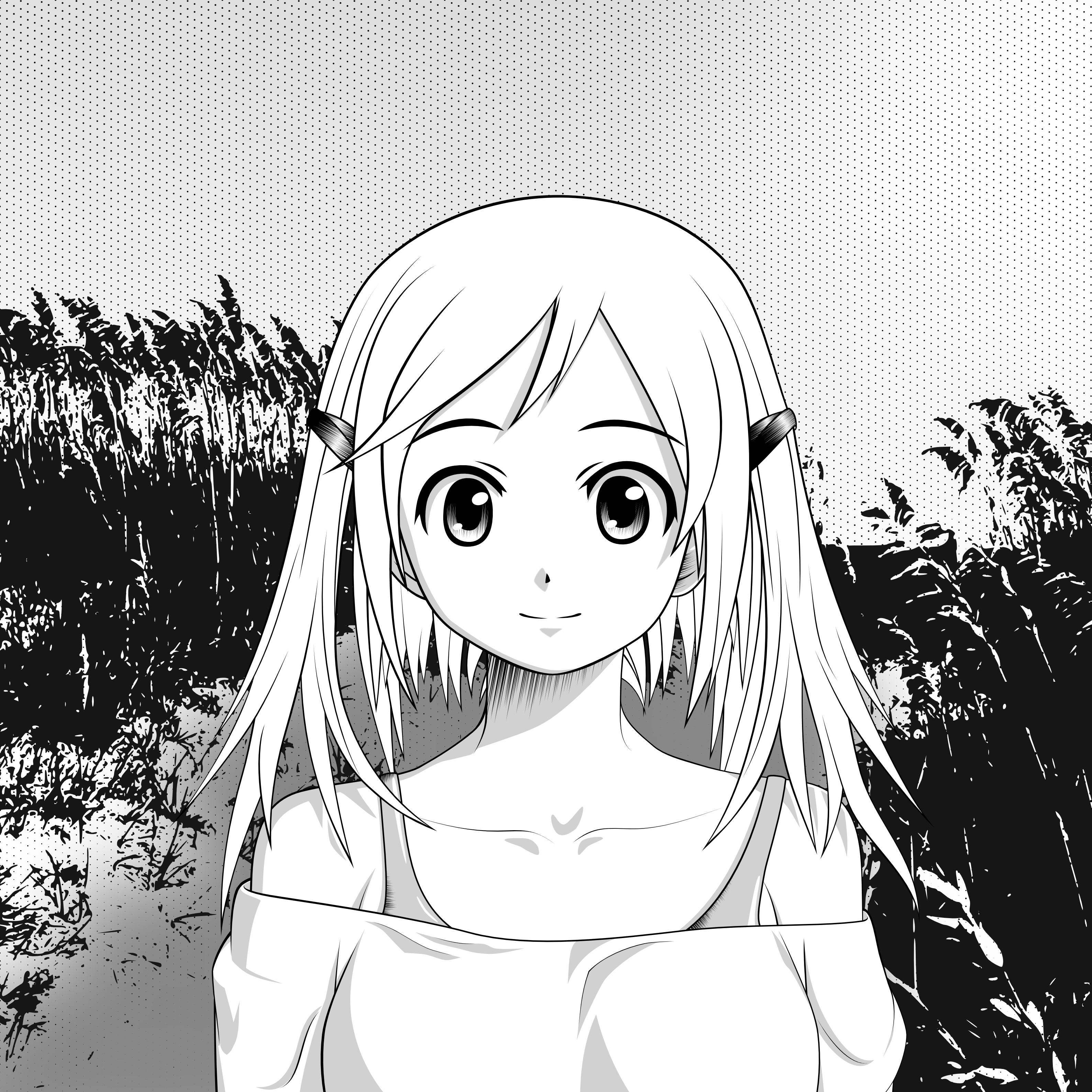
Gli occhioni "alla Bambi", tratti distintivi del kawaii e delle produzioni anime e manga in generale, sono usati come espediente per comunicare all'osservatore lo stato d'animo del personaggio

Il kawaii entrò nell'immaginario infantile giapponese grazie al duo Fujiko Fujio, che tra gli anni sessanta e settanta introdusse alcuni dei suoi elementi in opere come Obake no Q-tarō e Doraemon. Proprio il protagonista di quest'ultima, un gatto-robot dall'aspetto rotondo e buffo, fu determinante nella popolarizzazione delle caratteristiche tipiche dei personaggi kawaii. In opere dello stesso periodo come Dr. Slump, Hello! Spank, Heidi, Time Bokan, fino ad arrivare a Sailor Moon, Hamtaro e i manga di Ai Yazawa, questi mantennero inalterate le stesse peculiarità grafiche, quali rotondità esasperate, tratti elementari, forme morbide e aggraziate, in aggiunta a elementi tipici dello stile super deformed, come occhi grandi, corpi tozzi e teste dalle dimensioni sproporzionate.
Negli anni successivi, e con sempre maggiore frequenza, il kawaii venne impiegato in opere dai temi più cupi, anche come conseguenza del boom del cinema horror giapponese di fine anni novanta. Nell'opera Higurashi no naku koro ni, per esempio, il personaggio di Rena Ryūgū possiede sì le caratteristiche tipiche dei personaggi kawaii – ella ha un aspetto innocente e veste in stile lolita – ma queste fanno da contraltare alla sua indole assassina. L'escamotage di ricorrere a fattezze infantili e lineamenti graziosi come compromesso per il possesso di poteri o abilità fuori dal comune, prerogativa delle protagoniste femminili, si presenta anche nei personaggi di Ai Enma di Hell Girl e Misa Amane di Death Note. L'anime Puella Magi Madoka Magica, che unisce situazioni tipiche dello mahō shōjo e elementi grotteschi, rappresenta invece un perfetto esempio di commistione di kawaii e dark fantasy.
Mantra comune delle produzioni anime e manga è la presenza, voluta o meno, di cliché nel design e nella caratterizzazione dei personaggi, dove il ruolo del valoroso protagonista è spesso affidato a soggetti i cui tratti somatici rispecchiano qualità come bellezza, forza e sicurezza di sé. Di contro, il ruolo di spalla comica è spesso riservato a personaggi goffi o infantili e, per questo, kawaii. Col tempo questo schema venne più volte rigettato attraverso la creazione di diversi personaggi che, sebbene mantenessero il fascino e il carisma tipici dell'eroe protagonista, palesavano anche difetti come dipendenza, irresolutezza e mestizia. Esempio significativo è il personaggio di Shinji Ikari, dell'anime Neon Genesis Evangelion, il quale, nonostante svolga un ruolo primario nella serie e sia disegnato seguendo i crismi dell'eroe convenzionale, possiede un'insicurezza e una sofferenza di fondo che lo rendono anche kawaii.
Nell'ambito del fumetto e dell'animazione giapponese, il kawaii seppe ritagliarsi il proprio spazio anche in tempi più moderni, adattandosi ai tempi e alle mode. Opere come Otomen e Antique Bakery, in cui i personaggi maschili sono raffigurati in atteggiamenti femminili e "carini", riflettono l'incertezza socio-economica del Giappone post-crisi, dove sempre più uomini faticano a trovare il proprio posto nella società. Il manga di Ai Yazawa Nana, che gioca sulla contrapposizione tra le personalità delle due protagoniste e sul loro modo differente di essere kawaii, offre uno spaccato del Giappone contemporaneo, dove sempre più spesso le giovani ragazze rifiutano un ruolo passivo e dipendente.

### Gli otaku e ilkawaii: dalmoealle idol

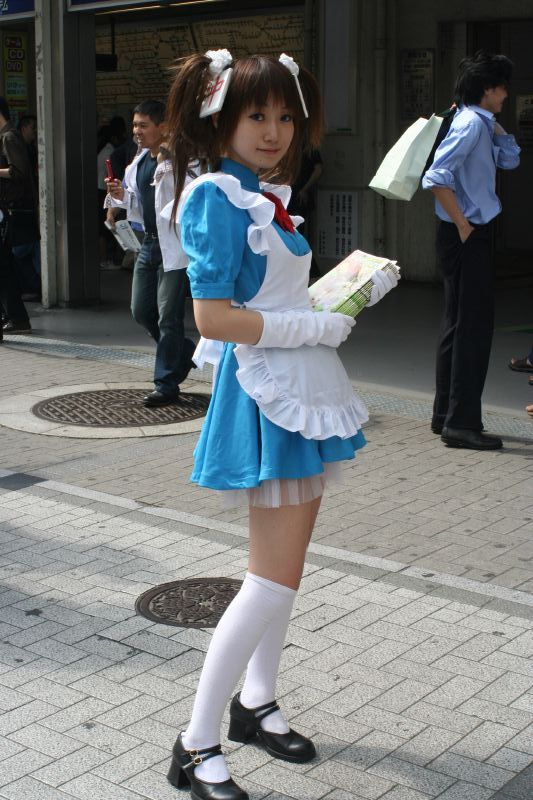
Una ragazza in abiti da cameriera distribuisce volantini per un maid café ad Akihabara

Durante gli anni novanta si verificò un cambiamento importante. Le aziende di marketing, che fino ad allora avevano cavalcato l'onda del kawaii, si ritrovarono d'improvviso senza idee. I gusti della massa si spostarono a quel punto verso l'immaginario estetico della subcultura otaku, alimentato dalla passione per anime, manga, videogiochi o idol della musica. Alcune cose nacquero già con una propria "carineria" di fondo (come nel caso del cosplay), ma è soltanto dopo che queste vennero etichettate dagli otaku come kawaii, che esse iniziarono a venire accettate come tali anche dalla popolazione generale.

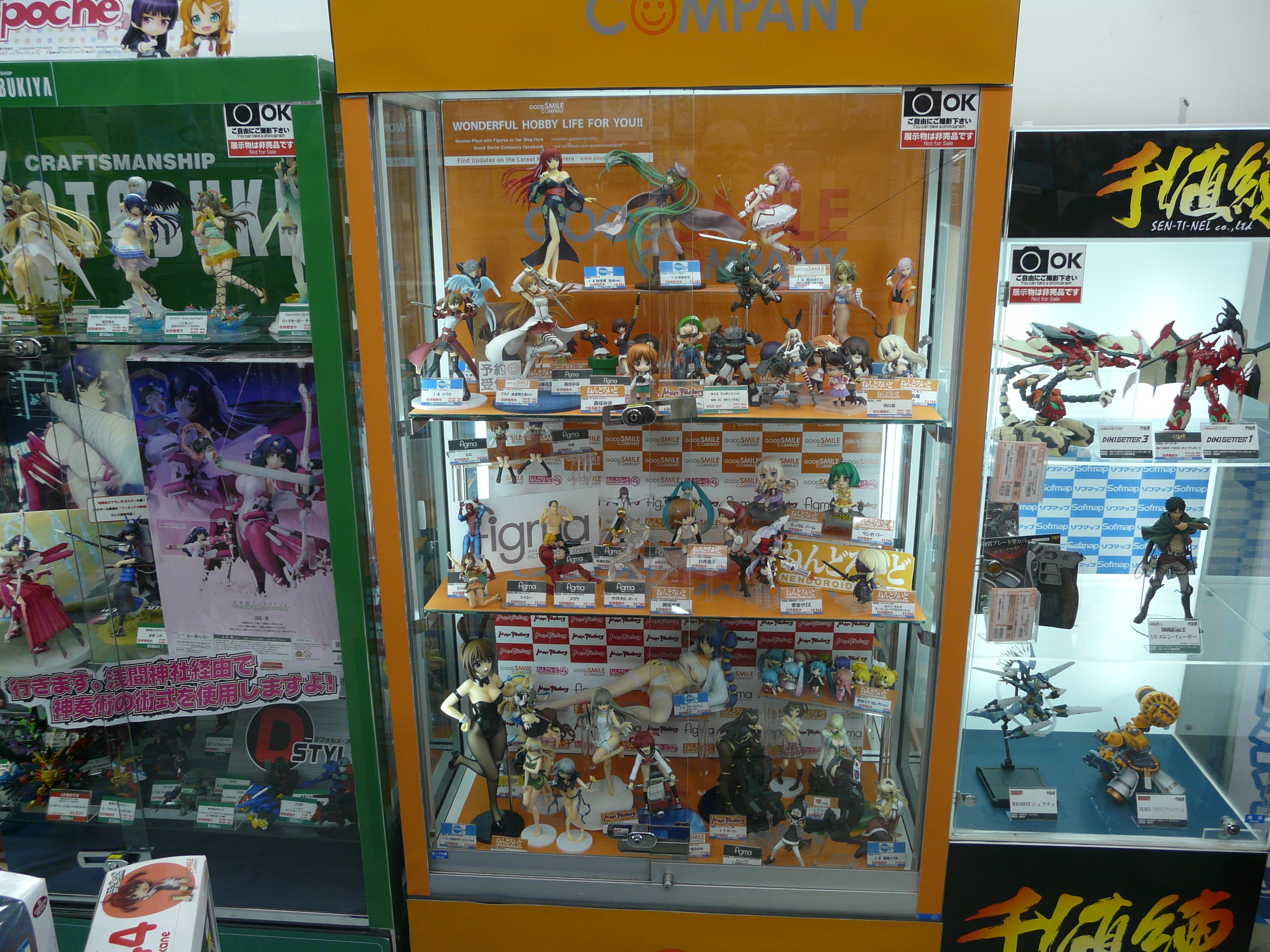
A differenza dei giocattoli, le figure appartengono alla cultura otaku e moe. Sono bambole ispirate ai personaggi di anime e videogiochi e sono disponibili in diverse dimensioni; il fenomeno vanta una nutrita schiera di appassionati e collezionisti.

Ma se per una persona ordinaria era ancora lecito utilizzare la parola kawaii per riferirsi a qualcosa di carino, gli otaku, per descrivere la stessa identica cosa, iniziarono a utilizzare un altro vocabolo: moe (萌え?). La parola moe si riferisce all'attrazione o all'amore per i personaggi di anime, manga, videogiochi o di altri prodotti destinati al mercato otaku, e iniziò a ricevere grandi attenzioni mediatiche a metà degli anni duemila, quando venne accostata al fenomeno delle maid. Il termine è usato anche come interiezione per esprimere un'improvvisa sensazione di apprezzamento nei confronti di un determinato soggetto, in contrasto con le sensazioni di tranquillità e tenerezza che scaturiscono alla vista di qualcosa di tradizionalmente kawaii. Tali dimostrazioni di affetto sono rivolte tuttavia a qualcosa con il quale non è possibile instaurare una relazione reale, come un personaggio immaginario, un oggetto (in questa categoria rientra il feticismo per gli abiti da cameriera, le orecchie da gatto, gli occhiali o le figure), o una idol. Le idol, per via della loro natura mediatica e immagine idealizzata, vengono infatti percepite alla stregua di personaggi di finzione, su cui si posano le effettive attenzioni degli otaku.
Le idol conobbero il periodo di massimo splendore durante gli anni ottanta, dominando sia i palinsesti televisivi sia la scena musicale nipponica. Esse in poco tempo si fecero portavoce dello stile kawaii, appropriandosi del suo linguaggio, adottando modi di fare e di vestire deliberatamente infantili, fino a diventarne la personificazione per eccellenza. Seiko Matsuda, in particolare, contribuì a rendere popolari tra le giovani giapponesi tali atteggiamenti da "finta bambina" (ぶりっ子?, burikko), fatti di risatine stridule ed espressioni imbarazzate, portando all'eccesso la propria carineria, spesso in maniera forzata e artificiosa. Sebbene le idol moderne tendano a mostrare un'immagine di sé più matura, esse ricorrono ancora ad alcuni di questi espedienti per manifestare il proprio essere kawaii, elargendo grandi sorrisi, assumendo un atteggiamento timido e remissivo e adottando uno stile di abbigliamento ispirato alle bambole europee o all'uniforme scolastica giapponese.